# تداخل ترابطي

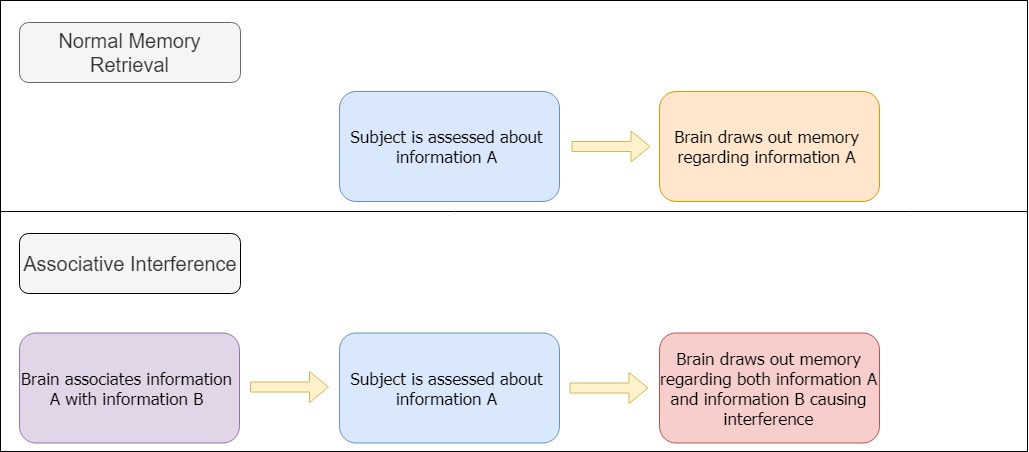

التداخل الترابطي هو نظرية معرفية تأسست على مفهوم التعلم الترابطي، تشير إلى أن الدماغ يربط بين العناصر ذات الصلة. عندما يُحفز أحد العناصر، فقد تُنشط العناصر المرتبطة به أيضًا. كانت تجربة بافلوف في عام 1927 هي الدراسة الأكثر شهرة التي أظهرت مصداقية هذا المفهوم، وطورت لاحقًا إلى إجراء تعليمي يُعرف باسم الإشراط الكلاسيكي.
رغم استكشاف كل من الإشراط الكلاسيكي والتعلم الترابطي كيفية استخدام الدماغ هذا الارتباط المعرفي لفائدتنا، فقد أظهرت الدراسات أيضًا كيف يمكن للدماغ أن يربط بشكل خاطئ بين العناصر ذات الصلة، ولكن غير الصحيحة معًا، وهذا ما يُعرف باسم التداخل الترابطي. يُعد طرح سلسلة من أسئلة الضرب على الفرد أحد الأمثلة البسيطة على ذلك. فقد أظهرت دراسة أجريت في عام 1985 أن أكثر من 90% من الأخطاء التي ارتكبها الأشخاص كانت في الواقع إجابات لأسئلة أخرى ذات مضروب مشترك، أي من المحتمل أن تؤدي الأسئلة مثل 4 × 6 = 24 و 3 × 8 = 24 إلى أخطاء مثل (8 × 4 = 24) بسبب التداخل الترابطي.
بُحث على نطاق واسع في التداخل الترابطي وأدرك الباحثون أن هناك أنواعًا مختلفة من التداخل، وهي التداخل الرجعي الذي يبحث في كيفية إعاقة الذكريات الجديدة استعادة الذكريات القديمة، والتدخل الاستباقي الذي يبحث في كيفية إعاقة الذكريات القديمة استعادة الذكريات الجديدة. عُرف هذان الاثنان لاحقًا بنظرية التداخل.
وبالتالي، يُعد التداخل الترابطي نظرية أساسية تستند عليها نظرية التداخل. والفرق الأساسي بينهما هو الوقت. يُعنى التداخل الرجعي والاستباقي بوقت الحصول على العناصر أو الذكريات المتداخلة. ولكن لا يشمل التداخل الترابطي الوقت، كما هو موضح في المثال السابق. إذ يعتبر الترتيب الزمني لإدراك جدول ضرب الرقم أربعة بالنسبة لجدول ضرب الرقم ثلاثة مستقلًا عن سبب ارتكاب الأشخاص لخطأ ما، ما يبرز الفرق بين الاثنين.

## الأثر على الذكرة

### التأثير على التذكر
خلصت العديد من الدراسات إلى أن التداخل الترابطي يقلل من قدرة الشخص على التذكر. في عام 1925، قدم إروين أ. إسبر للمشاركين سلسلة من الأشكال العشوائية بألوان مختلفة. إجمالًا، كان هناك 4 أشكال و4 ألوان مختلفة، ما أدى إلى إنشاء 16 مجموعة ممكنة من ألوان والأشكال.
خُصص لكل مجموعة اسم لا معنى له، اتبع نفس قاعدة تسمية جميع المجموعات. تألف النصف الأول منه من مقطع لفظي يتوافق مع لونه، بينما تألف النصف الثاني من مقطع لفظي يتوافق مع شكله. مثلًا، توافق اللون الأحمر مع المقطع «ناس»، بينما توافق الشكل الأول مع المقطع «لين»، وبالتالي أُسند الاسم «ناسلين» لتلك المجموعة. اختُبر المشاركون لاحقًا من خلال مطالبتهم بتذكر اسم كل مجموعة قُدمت عشوائيًا، بعد تقديم هذه المجموعات مع أسمائها لهم لتذكرها طوال مدة الدراسة.
وجدت نتائج هذه الدراسة أنه في الحالات التي ارتكب فيها المشاركون خطأً، ظهر نمط مشترك. عندما قُدمت تركيبة الشكل واللون السابقة كمثال، كان رد أحد المشاركين «ناسدين». بدا أن هذا الرد كان عبارة عن دمج للإجابة الصحيحة لـ «ناسلين»، وكلمة «ناسديغ» التي كانت، وبشكل مثير للاهتمام، اسمًا مخصصًا لمجموعة أخرى ذات شكل مختلف، ولكن لونها أحمر أيضًا. شوهد هذا الحدث الذي شكل بموجبه الحافز وشبيهه أشكالًا مختلفة في مجموعات أخرى أيضًا، ما أشار إلى وجود تداخل ترابطي.